# キンシコウ
キンシコウ（中: 金絲猴、学名: Rhinopithecus roxellana）は、哺乳綱霊長目オナガザル科シシバナザル属に分類される霊長類。別名ゴールデンモンキー、ゴールデンシシバナザル。中国名は金絲猴。

## 分布
中華人民共和国中西部（甘粛省、湖北省、四川省、陝西省）。模式標本の産地（模式産地）は四川省。

## 形態

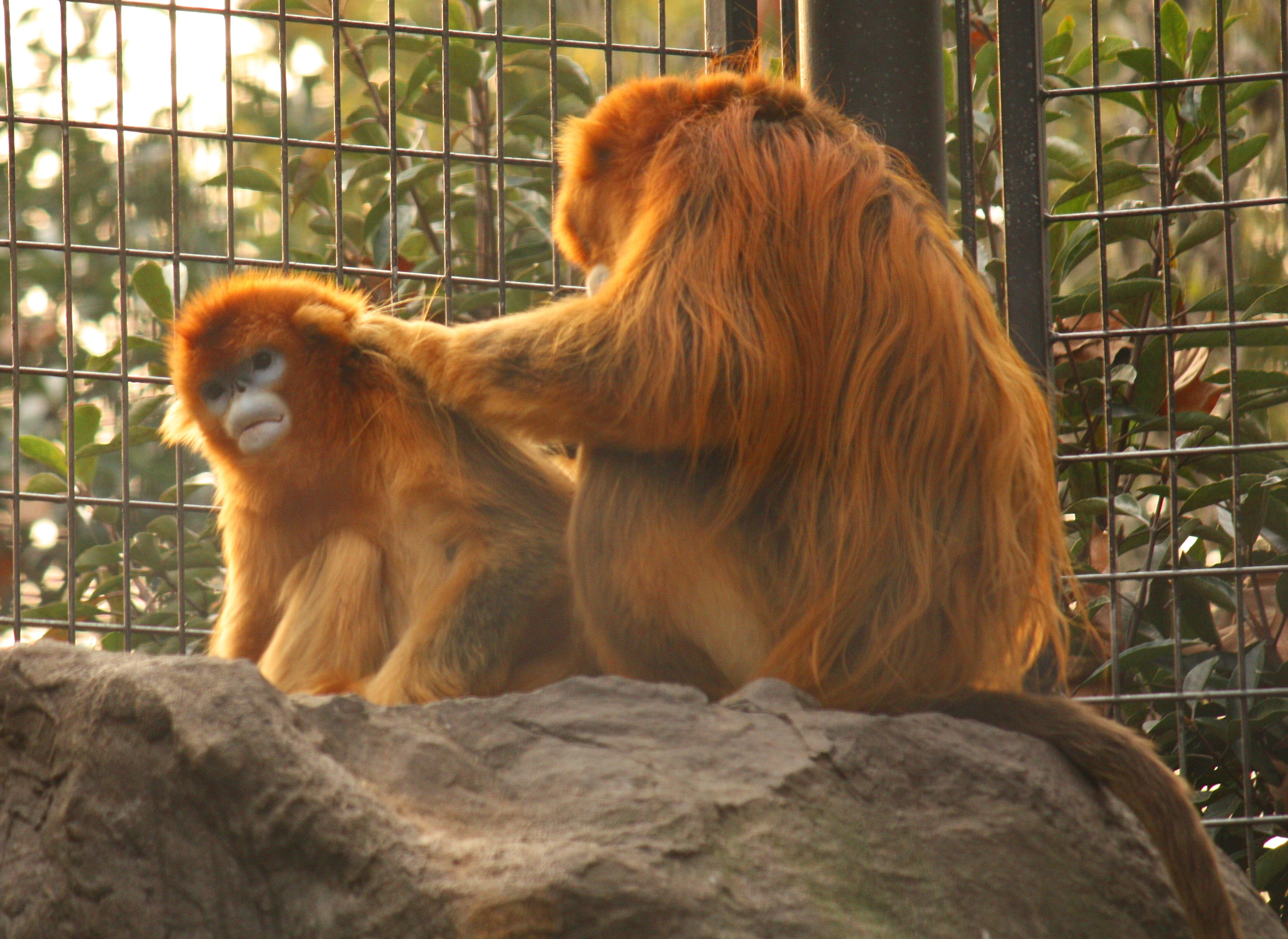

体長66 - 76センチメートル。尾長56 - 72センチメートル。体重オス16.4キログラム、メス9.4キログラム。背や尾は暗褐色や黒褐色。腹面は橙がかった白色。顔の周囲や胸部、四肢は橙色。
種小名roxellanaは、鼻が上向きだったとされるスレイマン1世の後宮ロクセラーナに由来する。眼上部や鼻の周囲は淡青色で、口吻は白い。

## 分類
シシバナザル属をドゥクモンキー属Pygathrixに含める説もあった。ウンナンシシバナザル（ビエモンキー）Rhinopithecus bieti・キシュウシシバナザル（ブレーリッヒモンキー）Rhinopithecus brelichiを亜種として種チュウゴクシシバナザルとし、本種を基亜種ゴールデンモンキーとする説もあった。
以下の分類はMSW3（Groves,2005）に従う。
- Rhinopithecus roxellana roxellana (Milne-Edwards, 1870)
- Rhinopithecus roxellana hubeiensis Wang, Jiang & Li, 1998
- Rhinopithecus roxellana qinlingensis Wang, Jiang & Li, 1998

## 生態
標高1,200 - 3,000メートル以上にある落葉広葉樹林・針葉樹林・混交林などに生息する。1頭のオスと数頭のメスからなる群れを形成し、その群れが集合した100 - 300頭に達する大規模な群れを形成することもある。昼間は小規模な群れに分散する。
主に植物の葉を食べるが、樹皮、果実、種子、地衣類、昆虫、鳥類やその卵なども食べる。
天敵としてヒョウ、アジアゴールデンキャット、ドール、オオカミがいる。

## 人間との関係
体毛はコートなどに利用され、肉や骨が薬用になると信じられている。
農地開発による生息地の破壊、密猟、観光による撹乱などにより生息数は減少している。1975年のワシントン条約発効時にはワシントン条約附属書II、1985年にシシバナザル属単位でワシントン条約附属書Iに掲載されている。
日本ではリノピテクス属（シシバナザル属）単位で特定動物に指定されている。日本では神戸市立王子動物園で初めて（中華人民共和国外でも初めて）飼育下繁殖に成功し、東山動植物園・金沢動物園・ズーラシア・熊本市動植物園（2018年10月時点、日本で唯一飼育）でも繁殖成功例がある。

### 孫悟空との関係
『西遊記』に登場する孫悟空の容姿は目が金色で体は白い。とあり風貌は異なるがモデルであると思われることがある。インドの叙事詩『ラーマーヤナ』に出てくる、ハヌマーン神という金の肌に、朱色の顔面を持ち、丈の長い尾を動かし、さまざまな神通力を操る猿の御神がその元ではないかと述べられたもの。